# دلفین هکتور
دلفین هکتور آب‌بازی ساکن نیوزیلند و یکی از چهار عضو سرده سیاه‌سفیدها است. با طولی نزدیک به ۱٫۴ متر، این جانور از کوچک‌جثه‌ترین گونه‌های دلفین به‌شمار می‌آید.
نام این دلفین از نام سر جیمز هکتور (۱۹۰۷-۱۸۳۴) مدیر موزه ولینگتون در نیوزیلند گرفته شده‌است. او نخستین نمونه یافت شده از این گونه را مورد بررسی قرار داد. دلفین هکتور اما در سال ۱۸۸۱ توسط پیر ژوزف فن بندن، زیست‌شناس بلژیکی، توصیف علمی شد.
دلفین موئی زیرگونه‌ای از دلفین هکتور است که در کرانه‌های شمال غربی جزیره شمالی نیوزیلند یافت می‌شود. دلفین موئی در معرض خطرترین آب‌باز در جهان است (دیگر آب‌بازان با وضعیت بقای همانند این دلفین در رودخانه‌ها زندگی می‌کنند). بر پایه بررسی صندوق جهانی طبیعت، جمعیت دلفین‌های هکتور و موئی در سی سال گذشته از بیش از ۲۶٬۰۰۰ عدد با کمتر از ۷٬۲۷۰ دلفین هکتور و تعداد تقریبی ۱۱۰ عدد از دلفین‌های موئی در سال ۲۰۰۷ رسیده‌است.

## توصیف ظاهری
دلفین هکتور کوجکترین دلفین اقیانوسی است. طول نرهای بالغ ۱٫۶-۱٫۴ متر و وزنشان میان ۴۰ تا ۶۰ کیلوگرم است. این دلفین از لحاظ جنسی دودیس است و ماده‌ها دارای طول و وزن بیشتری از نرها هستند. از مشخصه‌های این گونه نداشتن نوکی که بتوان تشخیصش داد، است. باله پشتی دلفین هکتور نیز نیم‌دایره شکل است.
رنگ کلی بدن خاکستری است اما با دقت در آن می‌توان الگوهای دیگری از رنگ‌آمیزی را دید. پشت و پهلوها به رنگ خاکستری روشن اند، حال آنکه باله پشتی، باله‌های کناری و دم‌باله به رنگ سیاه هستند. دور چشم‌ها را رنگ سیاه فراگرفته‌است. این بخش از جلوی سر آغاز می‌شود و تا محل متصل شدن باله کناری به بدن کشیده می‌شود. گلو و شکم به رنگ سفید شیری هستند که توسط خطی که به باله کناری می‌رسد از دیگر بخش‌ها جدا می‌شوند.
در هنگام تولد، بچه‌ها دارای طولی میان ۸۰-۶۰ سانتی‌متر و وزنی میان ۱۰-۸ کیلوگرم هستند. رنگ بدنشان مانند بالغ‌ها است، با این حال بخش‌های حاکستری رنگ سایه تاریکی بر خود دارند.

## گستره و جمعیت
دلفین‌های هکتور بومی کرانه‌های نیوزیلند است و در گوشه کنار جزیره جنوبی یافت می‌شود. دلفین موئی اما تنها در کرانه غربی جزیره شمالی نیوزیلند پیدا می‌شود.
فراوانی این دو گونه در پنج بررسی انجام‌شده میان سال‌های ۱۹۹۸ تا ۲۰۰۴ ارزیابی شد. تعداد دلفین‌های هکتور جزیره جنوبی ۷٬۲۷۰ تا تخمین زده شد، و برای دلفین موئی تنها ۱۱۰ عدد. فراوانی کنونی ۲۷٪ میزان آن در سال ۱۹۷۰، پیش از آنکه فعالیت‌های انسانی تأثیر زیادی بر این گونه‌ها بگذارد، است.
دلفین هکتور آب‌های کم‌ژرف و کرانه‌ای با ژرفای کمتر از ۱۰۰ متر را ترجیح می‌دهد. این به آن معنا است که آن‌ها بیشتر در کنار کرانه‌ها دیده می‌شوند، با این حال در بخش‌های کم‌عمق تر در فاصله ۳۶ کیلومتری کرانه نیز دیده شده‌اند. در بعضی مناطق با جابجایی فصلی طعمه‌ها، این گونه نیز اقدام به جابجایی مکان زندگی خود می‌کند.

## زندگی و وضعیت بقا
بیشترین طول عمر دیده شده در میان نرها ۱۹ سال و در میان ماده‌ها ۲۰ سال است. نرها در پنج تا نه سالگی به بلوغ جنسی می‌رسند و ماده‌ها نخستین فرزندشان را در سن هفت تا نه سالگی به دنیا می‌آورند. دوره نگهداری از بچه‌ها دو تا چهار سال است.
این دوره‌های زمانی نشان می‌دهند که دلفین هکتور، همانند بسیاری دیگر از آب‌بازان، توانایی کمی در افزایش جمعیت خود دارد. بیشترین نرخ تخمین‌زده شده افزایش جمعیت در این گونه ۴٫۹ - ۱٫۸٪ در هر سال است. با این حال میزان ۱٫۸٪ به واقعیت نزدیک تر است.
غذای دلفین‌های هکتور بیشتر از آنکه به نوع طعمه مربوط باشد به اندازه‌اش وابسته است. دشمنان طبیعی این دلفین را احتمالاً کوسه‌ها و نهنگ قاتل تشکیل می‌دهند.
گیر افتادن در تورهای ویژه ماهیگیری از دلایل اصلی کاهش جمعیت این گونه است. هر ساله ۱۵۰-۱۱۰ عدد از این دلفین‌ها در تورهای ماهیگری به دام می‌افتند. این تعداد از حد میزان مشخص شده برای پایدار ماندن یک گونه با جمعیت مشخص بسیار بیشتر است. از دیگر عوامل خطرآفرین برای این دلفین می‌توان به گردشگری، آلودگی آب و تغییر زیستگاه اشاره کرد.

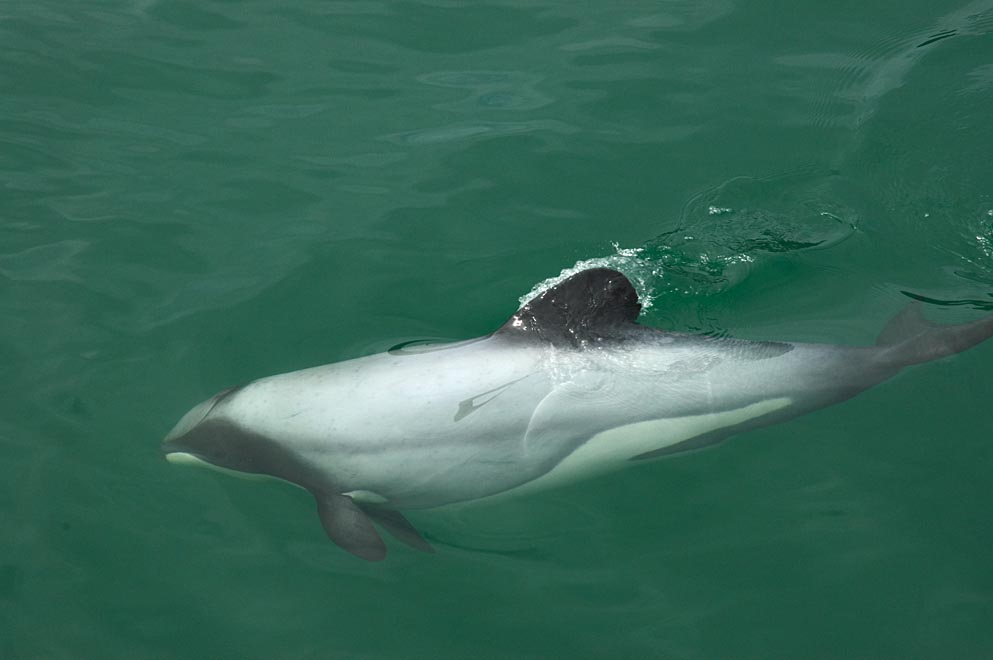
دلفین هکتور باله پشتی منحصربه‌فردی به شکل گرد و نیم‌دایره دارد.
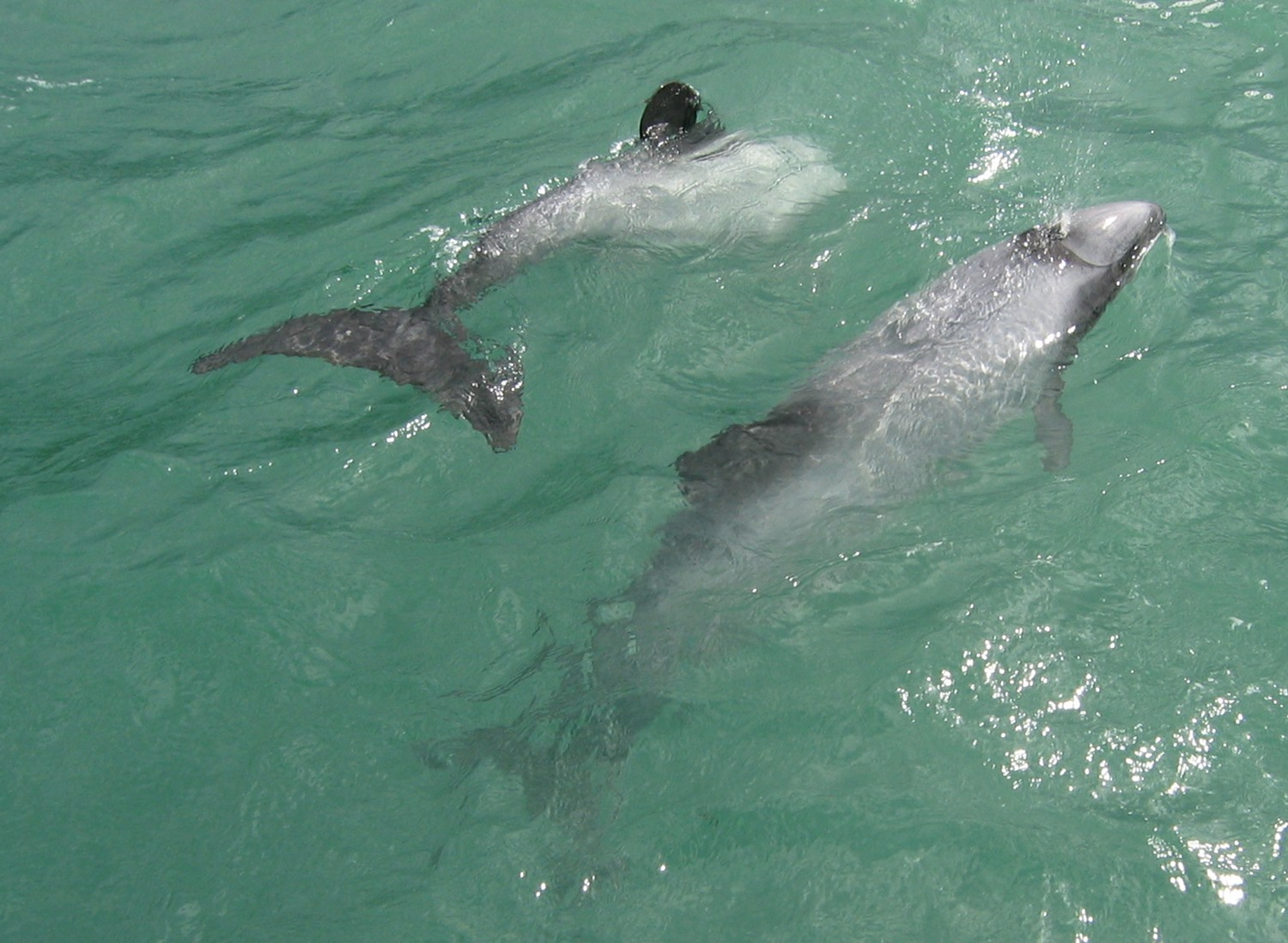
دلفین‌های هکتور
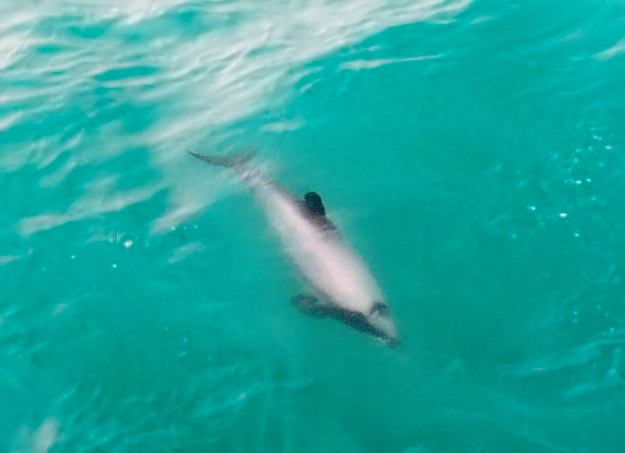
دلفین‌های هکتور در کایکورا، نیوزیلند